# Kraszyn
Kraszyn [pronunciación en polaco: /ˈkraʂɨn/] es un pueblo ubicado en el distrito administrativo de Gmina Zadzim, dentro del Distrito de Poddębice, Voivodato de Łódź, en Polonia central. Se encuentra aproximadamente a 4 kilómetros al noreste de Zadzim, a 13 kilómetros al sur de Poddębice, y a 40 kilómetros al oeste de la capital regional Łódź.